# Queen's Volunteer Reserves Medal
De Queen's Volunteer Reserves Medal is een onderscheiding van het Verenigd Koninkrijk. De ronde zilveren medaille wordt aan vrijwillige reservisten van de strijdkrachten uitgereikt. Men draagt de medaille aan een geel lint met drie groene strepen op de linkerborst.
De medaille kan ook door de regeringen van het Gemenebest worden toegekend.
De dragers mogen de letters QVRM achter hun naam dragen. De medaille werd op 29 maart 1999 door Elizabeth II in een Koninklijk Besluit, een "Royal Warrant" ingesteld. De koningin reikt ieder jaar maximaal 13 van deze medailles uit aan de vrijwilligers bij de drie krijgsmachtonderdelen. 
Het vereiste is "exemplary meritorious service in the conduct of their duties". De medaille wordt door de Britse bureaucratie gezien als een "Level 3 award" die in rang op de Queen's Gallantry Medal en de Royal Victorian Medal volgt. Deze onderscheiding kan dus voor betoonde moed worden toegekend.
De eerste medailles werden in de verjaardags-lintjesregen van 1999 (de "Queen's Birthday Honours List") toegekend. Op 5 november van dat jaar vond de eerste investituur plaats. 

## Medaille
De ronde zilveren medaille draagt op de voorzijde het hoofd van de monarch en op de keerzijde de woorden "The Queen's Volunteer Reserves Medal". De Warrant voorziet niet in gespen.